# Tatoosh Wilderness
Die Tatoosh Wilderness a ist ein Wildnisgebiet im Gifford Pinchot National Forest im Bundesstaat Washington im Pazifischen Nordwesten der USA. Das Gebiet schützt 15.725 Acres (6.364 ha) Landschaft, die durch den United States Forest Service bewirtschaftet werden. Es wurde 1984 offiziell vom Kongress als Wildnisgebiet ausgewiesen, um die bezaubernde alpine Landschaft, die den benachbarten Mount Rainier National Park abrundet, zu bewahren. Zu den Höhepunkten im Gebiet gehört der Tatoosh Peak, ein Teil der Tatoosh Range. Die nächstgelegene Stadt ist Seattle.

## Geschichte
Das Wort „Tatoosh“ bedeutet im Chinook Wawa „Brust“ und spielt auf zwei große hervorstehende Felsen an der Südwand des Butter Peak an. 
Die Tatoosh Range wurde traditionell von den Taitnapam genutzt. Mitte bis Ende August erstiegen Familien der Taitnapam die Berge von ihren Fischer-Lagern am Zusammenfluss von Muddy Fork und Clear Fork des Cowlitz River, um zu jagen, Material zum Korbflechten zu sammeln und Huckleberrys zum Trocknen zu sammeln. Die getrockneten Beeren wurden in die Heimatdörfer transportiert, um als Wintervorräte zu dienen. Archäologische Funde legen nahe, dass diese Wanderungen in den Hochlagen auf eine lange Tradition der lokal ansässigen Stämme zurückgehen.
1932 wurde ein Waldbrandbeobachtungsposten gebaut. Die Schriftstellerin Martha Hardy schrieb über ihre Erfahrungen beim Aufenthalt in diesem Posten den Roman Tatoosh, der 1947 erschien.

## Wandern
Die Tatoosh Wilderness ist von Norden her über den Mt. Rainier National Park und von Süden über den Tatoosh Trail aus zugänglich. Ein Abzweig vom Tatoosh Trail führt bis zum Waldbrand-Beobachtungsposten, den Martha Hardy beschrieb; allerdings sind von diesem nur noch die Grundmauern erhalten.